# ودفة بن إياس
ودفة بن إياس وقيل وذفة بن إياس (المتوفي سنة 12 هـ) صحابي من بني غنم بن عوف من الخزرج، شهد مع النبي محمد المشاهد كلها، ثم شارك في حروب الردة، وقُتل في معركة اليمامة.